# ロマノフの宝石
ミュージカル・プレイ『ロマノフの宝石』（ロマノフのほうせき）は宝塚歌劇団のミュージカル作品。宝塚・東京は12場。
作・演出は正塚晴彦。花組公演。
併演作品は『ジタン・デ・ジタン』。

## 解説
※『宝塚歌劇100年史（舞台編）』の宝塚大劇場公演参考。
逆境の底にある亡命貴族の青年が、劇中劇の形式をとって、自らが辿ってきた波乱万丈の半生を演じる。

## あらすじ
※『宝塚歌劇100年史（舞台編）』の宝塚大劇場公演参考。
1930年代のヨーロッパのある街を舞台に、ロシア革命で全てを失った王家の血筋を引く青年オスカーが、表向きは魔術師、実は大泥棒となって、同様に祖国を失った仲間たちとロマノフ王朝の秘宝を求めて占領政府と戦ったり、占領政府に両親を殺されたことでコールガールにならざるをえなかったソフィアを救い出す。

## 公演期間と公演場所
- 1989年6月30日 - 8月8日[4]（新人公演：7月18日[5]）　宝塚大劇場
- 1989年12月2日 - 12月26日[6]（新人公演：12月12日[5]）　東京宝塚劇場
- 1990年2月3日 - 2月13日[7]　名古屋・中日劇場

## スタッフ（宝塚・東京）
※氏名の後ろに「宝塚」、「東京」の文字がなければ両公演共通
- 作曲・編曲：吉崎憲治、高橋城
- 音楽指揮：橋本和明（宝塚）、伊沢一郎（東京）
- 振付：謝珠栄
- 装置：大橋泰弘
- 衣装：任田幾英
- 照明：勝柴次朗
- 小道具：榎本満春
- 効果：中屋民生
- 音響監督：松永浩志
- 演出助手：中村暁、小池修一郎
- 舞台進行：渡辺勝彦
- 製作担当：長谷山太刀夫（東京）
- 制作：高野賢一

## 主な配役

### 宝塚・東京
※氏名の後ろに「宝塚」、「東京」の文字がなければ両公演共通
本公演
- オスカー - 大浦みずき
- ソフィア - ひびき美都
- ベルガー大尉 - 朝香じゅん
- アンジェロ - 瀬川佳英
- セザール - 真矢みき（宝塚）、安寿ミラ（東京）
- アドルフ - 安寿ミラ（宝塚）、友麻夏希（東京）
- ワルター伯爵 - 宝純子
- ワルター伯爵夫人 - 北小路みほ
- 総督 - 三矢直生
- シェライバー - 磯野千尋
- ママ - 月丘千景
- ハンナ - 梢真奈美
- マリア - 峰丘奈知
- 少尉 - ?（宝塚）、香寿たつき（東京）

新人公演
- オスカー - 友麻夏希
- ソフィア - 華陽子
- ベルガー大尉 - 香寿たつき
- アンジェロ - 真琴つばさ
- セザール - 紫吹淳（宝塚）、宝樹芽里（東京）
- アドルフ - 宝樹芽里（宝塚）、紫吹淳（東京）
- ワルター伯爵 - 鷹月笙
- ワルター伯爵夫人 - 夏目佳奈
- 総督 - 黒川深雪
- シェライバー - 愛華みれ
- ヨニン - 橘沙恵

### 中日公演（名古屋）
- オスカー - 大浦みずき
- ソフィア - ひびき美都
- ベルガー大尉 - 朝香じゅん
- アンジェロ - 真矢みき
- ワルター伯爵 - 宝純子
- 伯爵夫人 - 北小路みほ
- シェライバー - 磯野千尋
- セザール - 友麻夏希
- アドルフ - 宝樹芽里
- ハンナ - 梢真奈美
- ヨンニ - 橘沙恵
- イザベル - 詩乃優花
- マリア - 峰丘奈知
- 総督 - 三矢直生